# Aida Rejzovic
Aida Rejzovic (* 14. Dezember 1987 in Brčko, SFR Jugoslawien) ist eine schwedische Volleyballspielerin bosnischer Herkunft.

## Karriere
Rejzovic spielte von 2003 bis 2006 in der schwedischen Junioren-Nationalmannschaft. In der Saison 2005/06 kam sie bei Ålleberg/RIG Falköping erstmals in der ersten schwedischen Liga zum Einsatz. 2006 gab sie auch ihr Debüt in der A-Nationalmannschaft. Anschließend wechselte sie zu Kolbäcks VK. 2007 wurde sie von Örebro VS verpflichtet. Mit dem neuen Verein gewann sie die schwedische Meisterschaft; außerdem wurde als beste Blockerin der Liga ausgezeichnet. 2009 ging sie zu Katrineholms VK und wurde erneut nationale Meisterin. In der Statistik war sie die beste Aufschlägerin. Nach diesem Erfolg wechselte sie nach Frankreich zu Vandoeuvre Nancy. 2011/12 spielte sie ebenfalls in Frankreich bei AS Saint-Raphaël. In der folgenden Saison kehrte sie zurück zu Katrineholms VK und gewann das Double aus Meisterschaft und Pokal. 2013 kam sie zum deutschen Bundesligisten Ladies in Black Aachen, kehrte aber nach nur einer Saison erneut nach Katrineholm zurück.